# Сант-Андреа (Мантуя)
Базилика Сант-Андреа (итал. Basilica di Sant’Andrea) — базилика в честь апостола святого Андрея Первозванного в городе Мантуя (Ломбардия). Крупнейший храм города.

## История церкви и проект Альберти
В Средневековье на территории бенедиктинского монастыря в 1037 году находился госпиталь святого Андрея, согласно легенде, уже тогда связанной с реликвией — землёй с Голгофы, пропитанной кровью Иисуса Христа, собранной сотником Лонгином на месте казни. В 1046—1055 году возвели небольшое здание Оратория. От ранних построек остались одна стена и позднеготическая кампанила 1414 года.
В XV веке инициаторами перестройки церкви стала властители города — герцоги Гонзага: Лодовико III Гонзага и его сын, кардинал Франческо Гонзага. Величественный храм был необходим городу для поддержки паломников, стремившихся поклониться главной реликвии монастыря флакону с кровью Христа (связь или идентичность реликвий в первом и втором упоминании остаётся неясной).
Заказ на проект нового храма взамен обветшавшего получил наиболее влиятельный архитектор того времени Леон Баттиста Альберти. Во время своего пребывания в Мантуе в 1470 году он представил герцогу проект в виде макета. Как писал сам Альберти, его главной целью было «получить большое помещение» (gram spatio), вмещающее «великое множество народу для лицезрения святыни».
Для фасада церкви Сант Андреа Альберти избрал прототипом композицию древнеримской триумфальной арки, дополнив ее «большим» (в высоту трёх этажей) пилястровым ордером. А в интерьере также многократно обыграл римский мотив арки и кессонного свода. Внутри храм производит необычайно величественное впечатление. Могучие кессонные своды, без сомнения, повторяют своды Терм Каракаллы в Риме и Базилики Максенция-Константина на Римском форуме. Альберти создал свой шедевр «как истинный римлянин» (хотя происходил из флорентийской семьи, а родился в Генуе), — так его назвал Р. Краутхаймер.
Пропорции вестибюля близки общему строю древнеримского триумфальной арки в Анконе (115 г. н. э.). Протяжённость нефа более 100 метров, ширина 19 метров, высота 28 метров. Главная особенность этой композиции заключена в том, что пересекающий неф трансепт имеет те же размеры. Таким образом, от традиционной трёхнефной базилики Альберти вернулся к древнеримскому типу зального пространства наподобие Базилики Максенция-Константина. Для лучшей освещённости Альберти применил широкие окна барабана купола и круглые люкарны в апсиде и простенках нефа. Разноцветные мраморы, раскраска и позолота дополняют впечатление.
В истории скаральной архитектуры просторное внутреннее пространство церкви Сант-Андреа послужило образцом для последующих сооружений, призванных реализовать программу Тридентского собора католической церкви (1545—1563). Постановлениями собора архитекторам предписывалось строить церкви с планом в форме латинского креста, но с просторным средокрестием подкупольного пространства, максимально приближенного к алтарю, и нефами одинаковой высоты, обеспечивающими мксимальную освещённость и простор. Именно такой пример дал Альберти, а его за образец взял Дж. Бароцио да Виньола для церкви иезуитов Иль-Джезу в Риме (проект 1568 года), а также Джакомо делла Порта для церкви Сант-Андреа-делла-Валле (проект 1591 года). Именно такой тип со временем стал каноническим для конгрегационных церквей.
Под влиянием мантуанского шедевра созданы внутреннее пространство базилик Санта-Мария-прессо-Сан-Сатиро (1482—1486) и Санта-Мария-делле-Грацие (1492—1497) в Милане по проектам Донато Браманте. Ранее такого же рода кессонные свод нарисовал Филиппо Брунеллески на фреске Мазаччо «Троица» во флорентийской церкви Санта-Мария-Новелла (1425—1426).

## Строительство
В 1472 году началось строительство церкви. Но в том же году 25 апреля скончался Альберти. Впрочем, сам он никогда не занимался строительством: по его проектам работали другие архитекторы. Строительство мантуанской церкви осуществляли Лучано Лаурана и Лука Фанчелли. В XV веке успели выстроить капеллу, где хранили реликвию, и величественный фасад в виде триумфальной арки с большим входным арочным порталом заглублённого типа. Фасад церкви возводил Лука Фанчелли из кирпича, затем штукатуренного. Отдельные ордерные детали делали из резного мрамора и отминали из терракоты.
Работы были прерваны около 1494 года и возобновлены только в 1530 году. Купол высотой 80 метров и диаметром 25 по проекту Альберти возводил в 1732 году Филиппо Юварра. Незавершённый фасад церкви Сант-Андреа часто сравнивают с таким же незавершенным фасадом Темпио Малатестиано в Римини — такое же величие и гармония пропорций.

## Капеллы и крипта
В конце 1580-х годов под алтарём была построена крипта в форме октогона на восьми мраморных колоннах, предназначенная для размещения реликвии «Драгоценной крови». В первой капелле слева главного нефа, покоится один из наиболее известных художников итальянского кватроченто — Андреа Мантенья. Росписи создал Корреджо. Фрески в главной капелле храма написал выдающийся живописец-маньерист Джулио Романо.
В базилике захоронены представители семьи герцогов Гонзага, правившие городом:
- Федерико I Гонзага († 1484), третий маркиз Мантуи;
- Элеонора Медичи († 1611), жена Винченцо I Гонзага;
- Винченцо I Гонзага († 1612), четвертый герцог Мантуи;
- Элеонора Гонзага († 1612), дочь Франческо IV Гонзага;
- Людовико Гонзага († 1612), сын Франческо IV Гонзага;
- Фердинандо Гонзага († 1626), шестой герцог Мантуи.

## Орган храма
На правом хоре пресбитерия находится орган, построенный в 1850 году Национальной привилегированной фабрикой органов «Братья Серасси» из Бергамо. Инструмент имеет две 73-клавишные клавиатуры и 27-нотную прямую педальную панель; полностью механическую трансмиссию и обрамлён в богатый резной корпус золочёного дерева работы  Паоло Поццо в неоклассическом стиле.